# 纳博科夫作品列表
作家弗拉基米爾·弗拉基米羅維奇·納博科夫的作品如下：

## 小说
- 《瑪麗》（俄文：Mashen'ka ，Машенька；英文：Mary）：1926年（俄文）、1970年（英文）
- 《王，后，杰克》（俄文：Korol', dama, valet ，Король, дама, валет；英文：King, Queen, Knave）：1928年（俄文）、1968年（英文）
- 《防守》（俄文：Zashchita Luzhina ，Защита Лужина；英文：The Defense）：1930年（俄文）、1964年（英文）
- 《眼睛》（俄文：Sogliadatay ，Соглядатай；英文：The Eye）：1930年（俄文）、1965年（英文）
- 《荣耀》（俄文：Podvig ，Подвиг；英文：Glory）：1932年（俄文）、1971年（英文）
- 《黑暗中的笑声》（俄文：Kamera Obskura ，Камера Обскура；英文：Laughter in the Dark）：1933年（俄文）、1938年（英文）
- 《絕望》（俄文：Otchayanie ，Отчаяние；英文：Despair）：1934年（俄文）、1937年（英文）
- 《斩首之邀》（俄文：Priglashenie na kazn' ，Приглашение на казнь；英文：Invitation to a Beheading）：1936年（俄文）、1959年（英文）
- 《天賦》（俄文：Dar ，Дар；英文：The Gift ）：1938年（俄文）、1963年（英文）
- 《魔法师》（俄文：Volshebnik ，Волшебник；英文：The Enchanter）：1939年（俄文，未发表）、1986年（英文）
- 《塞巴斯蒂安·奈特的真實生活》（英文：The Real Life of Sebastian Knight）：1941年（英文）
- 《庶出的标志》（英文：Bend Sinister）：1947年（英文）
- 《洛丽塔》（英文：Lolita）：1955年（英文）、1965年（俄文）
- 《普宁》（英文：Pnin）：1957年（英文）
- 《微暗的火》（英文：Pale Fire）：1962年（英文）
- 《爱达或爱欲：一部家族纪事》（英文：Ada or Ardor: A Family Chronicle）：1969年（英文）
- 《透明》（英文：Transparent Things）:1972年
- 《看那些小丑！》（英文：Look at the Harlequins!）:1974年（英文）
- 《纳博科夫短篇小说全集》（英文：The Stories of Vladimir Nabokov）:1995年，由其子德米特里·纳博科夫整理出版
- 《劳拉的原型》（英文：The Original of Laura）：2009年（英文）

## 剧本
- 《莫恩先生的悲剧》（The Tragedy of Mister Morn ）：1924年（俄文）
- 《洛麗塔：電影劇本》（1962年版）

## 诗歌
- 《诗》（Stikhi ；Poems）：68首，1916年（俄文）
- 《两条道路》（Al'manakh: Dva Puti；An Almanac: Two Paths）：12首，1918年（俄文）
- 《人群》（Grozd；The Cluster）：36首，1922年（俄文）
- 《天堂之路》（Gornii Put'；The Empyrean Path）：128首，1923年（俄文）

## 文论
- 《尼古拉·果戈理》（Nikolai Gogol）：1944年（英文）
- 《论旋律笔记》（Notes on Prosody）：1963年（英文)
- 《文學講稿》（Lectures on Literature）：1980年（英文）
- 《尤利西斯讲稿》（Lectures on Ulysses. Facsimiles of Nabokov's notes）：1980年（英文）
- 《俄羅斯文學講稿》（Lectures on Russian Literature）：1981年（英文）
- 《堂吉訶德講稿》（Lectures on Don Quixote）：1983年（英文）

## 传记及其他
- 《说吧，记忆》（回忆录）（Speak, Memory: An Autobiography Revisited ）：1966年
- 《独抒己见·納博科夫訪談錄》（ Strong Opinions. Interviews, reviews, letters to editors.）：1973年（英文）